# La Rescousse (roman)
La Rescousse (titre original : The Rescue) est un roman de Joseph Conrad sérialisé entre janvier et juillet 1919 dans le magazine Land and Water en Angleterre puis aux États-Unis dans le magazine Romance de novembre 1919 à mai 1920. Il est publié en volume à Londres chez Dent en juin 1920, à New York chez Doubleday en mai 1920.

## Résumé
Sur une île, au large de Bornéo, on retrouve le capitaine Tom Lingard de La Folie Almayer et d'Un paria des îles se préparant à rétablir sur son trône le jeune rajah Hassim. Ce projet est dérangé par l'échouage malencontreux du yacht de M. et Mme Travers, personnalités britanniques visitant l'Indonésie avec leur ami espagnol d'Alcacer.

## Adaptation
- 1929 - The Rescue (Le Forban), film américain, sonore mais sans dialogues, réalisé par Herbert Brenon[2],[3].

## Éditions en anglais
- Joseph Conrad, The Rescue, Londres : Dent
- Joseph Conrad, The Rescue, New York : Doubleday, Page and Company

## Traduction en français
- La Rescousse traduction de G. Jean-Aubry, Éditions Gallimard, 1936
- La Rescousse (trad. G. Jean-Aubry révisée par Sylvère Monod ), dans Conrad (dir. Sylvère Monod), Œuvres, t. V, Paris : Gallimard, coll. « Bibliothèque de la Pléiade », 1992.